# جوزپه ماروتا
جوزپه «بپه» ماروتا (به ایتالیایی: Giuseppe Marotta) (متولد ۲۵ مارچ ۱۹۵۷، وارزه) مدیر ورزشی سابق و رئیس فعلی باشگاه فوتبال اینتر میلان است.
او در سال ۲۰۱۴ وارد تالار مشاهیر فوتبال ایتالیا شد. او پیش از یوونتوس در باشگاه‌هایی چون وارزه، آتالانتا و سمپدوریا نیز سابقه فعالیت مدیریتی دارد.
او از جمله اشخاصی است که نامشان در پرونده فساد فوتبال ایتالیا مطرح شد.